# کرامر
کرامر (انگلیسی: Kramer) شرکت تجهیزات موسیقی آمریکایی است، که در سال ۱۹۷۶ تأسیس شد.